# Christopher Moore (pisarz)

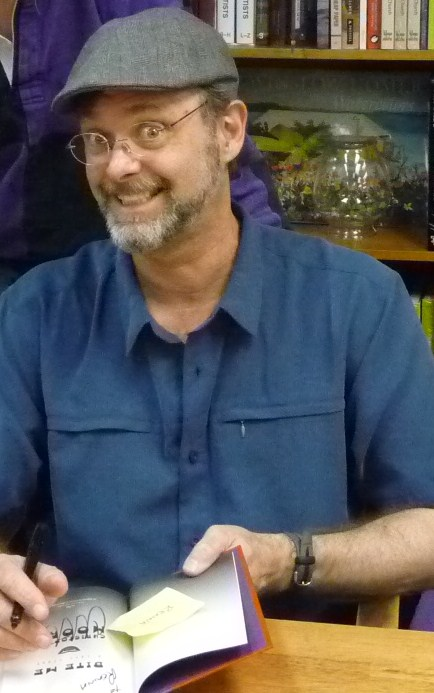
Christopher Moore

Christopher Moore (ur. 1 stycznia 1957 w Toledo, Ohio) – amerykański pisarz.
Ojciec Moore'a był policjantem, matka sprzedawała sprzęt AGD w domu towarowym.
Zaczął pisać w wieku 12 lat i choć od 16 roku życia planował zostać pisarzem, to jego pierwsza powieść ukazała się gdy miał 35 lat.
Przed jej opublikowaniem pracował jako dekarz, sprzedawca w sklepie spożywczym, rewident w hotelu, agent ubezpieczeniowy, kelner, fotograf, dziennikarz oraz DJ. Studiował antropologię na Uniwersytecie w Ohio, fotografię w Brooks Institute of Photography w Santa Barbara, uczęszczał na kursy pisarskie.
Prawa do ekranizacji pierwszej powieści Christophera Moore'a zostały zakupione przez wytwórnię Disneya.

### Powieści
- 1992 Practical Demonkeeping
- 1994 Blues Kojota (Coyote Blue)
- 1995 Krwiopijcy (Bloodsucking Fiends: A Love Story)
- 1997 Wyspa Wypacykowanej Kapłanki Miłości (Island of the Sequined Love Nun)
- 1999 The Lust Lizard of Melancholy Cove
- 2002 Baranek (Lamb: The Gospel According to Biff, Christ's Childhood Pal)
- 2003 Fluke, or, I Know Why the Winged Whale Sings
- 2004 Najgłupszy anioł (The Stupidest Angel: A Heartwarming Tale of Christmas Terror)
- 2006 Brudna robota (Dirty Job)
- 2007 Ssij, mała, ssij (You Suck: A Love Story)
- 2009 Błazen (Fool)
- 2010 Gryź, mała, gryź (Bite Me: A Love Story)
- 2012 Sacré Bleu
- 2014 The Serpent of Venice
- 2015 Secondhand Souls

### Opowiadania
- 1987 Our Lady of the Fishnet Stockings
- 1987 Cat's Karma